# Neosparassus punctatus
Neosparassus punctatus är en spindelart som först beskrevs av Ludwig Carl Christian Koch 1865.  Neosparassus punctatus ingår i släktet Neosparassus och familjen jättekrabbspindlar. Inga underarter finns listade i Catalogue of Life.